# Lepisorus confluens
Lepisorus confluens là một loài thực vật có mạch trong họ Polypodiaceae. Loài này được W.M. Chu miêu tả khoa học đầu tiên năm 1992.